# 33630 Swathiravi
33630 Swathiravi este o planetă minoră (asteroid), cu un diametru de 2,938 km, din centura de asteroizi. A fost descoperită pe 10 mai 1999 la Experimental Test Site⁠(d) de Lincoln Near-Earth Asteroid Research. 
Obiectul prezintă o orbită caracterizată de o semiaxă mare de 2,3038757 UAi, o excentricitate de 0,06, o înclinație de 6,12778 ° în raport cu ecliptica.